# Jennifer Shepard
Pour les articles homonymes, voir Shepard.
Jennifer “Jenny” Shepard est un personnage fictif de la série télévisée NCIS : Enquêtes spéciales, interprétée par Lauren Holly. Elle arrive directement à la tête du NCIS au début de la troisième saison, en remplacement de Tom Morrow qui s’en détache après le décès de Caitlin Todd. Jenny figure également comme une ancienne amante de Leroy Jethro Gibbs.

## Biographie
Du temps où elle n’était encore qu’un agent spécial, elle a travaillé aux côtés de Gibbs pour une mission secrète en Europe il y a de cela six ans. Du fait qu'elle a principalement été formée par ce dernier lorsqu'ils entretenaient leur idylle à Paris, celui-ci, bien qu'heureux de la retrouver, considère son nouveau travail comme illégitime, préfère continuer de la percevoir comme un simple agent de terrain et n'hésite pas à lui tenir tête devant les autres membres de l'agence. S'ensuit toute une série de rapports de force où Jenny ne cessera de revendiquer sa fonction de directrice du NCIS. Elle reste malgré tout la seule personne capable de maîtriser le comportement instinctif de Gibbs. En ce sens, Jenny paraît juste, franche et directe dans sa façon de parler.
Dans la saison 4, elle est obsédée par un trafiquant d'armes français surnommé « La Grenouille ». Son père, un colonel nommé Jasperd Shepard qui travaillait au Pentagone, est mort alors qu'il était accusé d'avoir reçu des pots de vin d'un trafiquant d'armes, La Grenouille ; mais il a été conclu qu'il s'agissait d'un suicide. Elle le pense pourtant lié à la disparition précoce de son père et pousse Anthony DiNozzo à enquêter sous couverture en nouant des liens avec la fille de La Grenouille, Jeanne Benoit.
Elle a déjà participé à une douzaine de missions sous couvertures avec Gibbs et Mike Franks sous le nom de Miranda Flemming.

### Décès
Dans la cinquième saison, il est progressivement révélé que Jenny est atteinte d'une dégénérescence physique et mentale. Avant même de réaliser à quel point le destin qui guette la Directrice du NCIS est tragique, le cadavre de La Grenouille est retrouvé dans les eaux entourant l'ancien navire du trafiquant d'armes. Tous les indices semblent laisser supposer que Jenny est l'auteur du meurtre. Au moment même où Gibbs arrive à cette conclusion, quelques détails sont donnés sur la mystérieuse opération datant maintenant de huit ans, en Europe. 
Il s'agissait d'une mission se déroulant en 1999 et réunissant Jenny, Gibbs et un certain Decker dont l'objectif commun était d'abattre trois cibles, une chacun. Cependant, il semblerait que Jenny, qui à l'époque était encore inexpérimentée et sans doute moins courageuse, ne se soit pas résignée à tuer la femme russe qui était sa cible. Aussi, lorsqu'elle se rend aux funérailles de l'agent spécial Decker, elle ne tarde pas à comprendre que la mort de ce dernier est directement liée à son acte passé de compassion. En effet, il semblerait que l'ex-cible russe de Jenny ait décidé de se venger, huit ans après, de la perte de ses deux défunts collègues, respectivement tués par Gibbs et Decker. 
Réalisant le danger de mort planant sur Gibbs et se sachant condamnée par sa maladie, Jenny livre sa dernière bataille en tentant de tuer l'intégralité des hommes de mains de la femme russe, ce qu'elle parvient à faire au détriment de sa propre vie, lors du dernier épisode de la cinquième saison. C'est Leon Vance qui la remplace dès lors.